# Anti-Hindi-Bewegung
Die Anti-Hindi-Bewegung war eine Bewegung gegen die Verwendung von Hindi als Amtssprache, die zu Beginn des 20. Jahrhunderts im kolonial-indischen Staat Tamil Nadu (Regierungsbereich der Madras-Presidency) aufkam. Sie entlud sich in Aufständen und Protestaktionen. Darüber hinaus bildeten sich studentische und politische Bewegungen.

## Hintergrund
Zu Beginn des 20. Jahrhunderts suchte man in Indien nach einer einheitlich nationalen Sprache, einer "common language". Hierzu wurde Hindi genannt. Die Wahl von Hindi wurde durch dessen angeblich schnelle und einfache Erlernbarkeit begründet. Laut Vijayaraghavachariar sei Hindustani innerhalb von sechs Monaten erlernbar. Kritische Stimmen lehnten Hindustani ab und verwiesen auf die mangelnde Identifikation der dravidischen Bevölkerung mit Hindustani. Aufgrund der Ablehnung Hindis durch die südindische Bevölkerung suchte man ab 1918, die Sprache durch Vorträge und verschiedene Kampagnen attraktiver zu machen.
Im Jahr 1937 wurde Hindustani offiziell in den High-Schools als Pflichtfach eingeführt. Trotz der Versicherung, die Maßnahme habe nichts mit Politik zu tun, stand man ihr in Südindien ablehnend gegenüber und es blieben Zweifel an der Aufrichtigkeit.

## Kritik an Hindi
Während Befürworter dieser Maßnahme dies als wichtig für die Einigkeit des Landes ansahen, formierte sich ein Widerstand seitens Verfechter der tamilischen Sprachkultur. Dieser führte als Beispiel die Sowjetunion an, die trotz bestehender Sprachenvielfalt große Stärke aus der Einheit heraus bewies. Zudem wäre Tamil dem Hindustani hinsichtlich der Tradition, gemessen am ältesten Schriftstück um mehr als zwei Jahrtausende voraus. Das älteste Schriftstück der Tamil-Kultur das Tolkāppiyam, eine Arbeit über die Grammatik der tamilischen Sprache wird unterschiedlich datiert, zwischen dem 3. Jahrhundert v. Chr. und dem 10. Jahrhundert n. Chr.

## Auswirkungen
Die Diskussionen um die Verwendung von Hindi bzw. Tamil als Amtssprache Indiens förderte zum einen das grundsätzliche Interesse an der tamilischen Sprache und Literatur und zum anderen war es ein Anreiz, Hindi zu studieren. Mit dem Aufbegehren der Verfechter des Tamil, rückte diese näher in den öffentlichen Fokus, was einen Aufschwung der tamilischen Kultur mit sich brachte.